# Liste der Monuments historiques in Moussy-le-Vieux
Die Liste der Monuments historiques in Moussy-le-Vieux führt die Monuments historiques in der französischen Gemeinde Moussy-le-Vieux auf.

## Liste der Bauwerke
| Bezeichnung      | Beschreibung                  | Standort            | Kennzeichnung | Schutzstatus | Datum | Bild           |
| ---------------- | ----------------------------- | ------------------- | ------------- | ------------ | ----- | -------------- |
| Kirche St-Martin | Erbaut im 15./16. Jahrhundert | Rue de Paris (Lage) | PA00087153    | Inscrit      | 1980  | weitere Bilder |

## Liste der Objekte
Zum Verständnis siehe: Kirchenausstattung
- Monuments historiques (Objekte) in Moussy-le-Vieux in der Base Palissy des französischen Kultusministeriums